# The Gate
The Gate ist eine deutsche Heavy-Metal-Band aus Andernach in Rheinland-Pfalz.

## Geschichte
Die Band wurde 2010 von dem Gitarristen „Preacher“ Gerald Warnecke (ehemals bei Running Wild) und dem Sänger Guido Krämer (früher bei The Company) gegründet. Weiter gehören zur Band Bassist Tino (ehemals bei Insolence) und Schlagzeuger Peter „Unruh“ (früher bei Underdog, One Sign Of Metal). 2011 stieg Preachers Sohn Korbinian Warnecke als zweiter Gitarrist in die Band ein. 2012 verließ Guido Krämer The Gate und arbeitet wieder mit seiner alten Band. Für ihn kam Sven Steinert in die Band.
2011 erschien das erste Album der Band, das Earth Cathedral heißt.

## Stil
Stilistisch ist die Band in „Old School“ einzuordnen.

## Diskografie
- 2011: Earth Cathedral (Album, Rock It Up Records)